# Vohimasy (Atsimo-Atsinanana)
Vohimasy is een plaats en commune in het zuiden van Madagaskar, behorend tot het district Farafangana, dat gelegen is in de regio Atsimo-Atsinanana. Tijdens een volkstelling in 2001 telde de plaats 4.584 inwoners.
De plaats biedt alleen lager onderwijs aan. 91 % van de bevolking werkt als landbouwer en 8 % houdt zich bezig met veeteelt. Het belangrijkste landbouwproduct is rijst; andere belangrijke producten zijn koffie, maniok en peper. Verder is 1 % actief in de dienstensector.